# Piotr Wala
Piotr Wala (ur. 16 grudnia 1936 w Bystrej Śląskiej, zm. 22 października 2013 w Bielsku-Białej) – polski skoczek narciarski, olimpijczyk, trzykrotny mistrz Polski. Dwukrotny uczestnik mistrzostw świata.

## Kariera
Początkowo Wala uprawiał narciarstwo alpejskie w klubie KKS Bielsko. Później zdecydował się przejść do skoków; wielokrotnie startował w zawodach juniorów klasy C. W 1956 wygrał sobotnio-niedzielny konkurs w Szklarskiej Porębie, w którym brali udział olimpijczycy z Cortiny d’Ampezzo. Drugiego dnia ustanowił rekord skoczni. Został powołany na Memoriał Bronisława Czecha i Heleny Marusarzówny.
Wala miał wystartować w Turnieju Czterech Skoczni 1959/60, jednak zawodnicy bloku wschodniego wycofali się na znak protestu wobec niewywieszenia w Oberstdorfie flagi NRD. Skakał za to w cyklu zawodów w NRD, w Oberwiesenthal, Brotterode i Oberhofie. Podczas jednego z konkursów upadł i doznał kontuzji kolana, co wykluczyło go na sześć tygodni z treningów i z występu na igrzyskach w Squaw Valley.
W sezonie 1961/1962 po raz pierwszy zaprezentował się w Turnieju Czterech Skoczni w RFN i w Austrii. Zajął 16. miejsce, a najwyżej uplasował się w Oberstdorfie, gdzie był 17. Podczas ceremonii otwarcia mistrzostw świata w Zakopanem wciągał na maszt flagę FIS-u. Podczas konkursu na Średniej Krokwi w pierwszej serii oddał jeden z najdłuższych skoków, jednak upadł. W drugiej zdenerwowany sytuacją, ponownie nie ustał skoku. Ustał tylko w trzeciej próbie. Ostatecznie był 35. Na Wielkiej Krokwi zajął 8. pozycję. Na skoczni Kulm w Tauplitz uzyskał odległość 128 m, co było nowym rekordem Polski. Został też mistrzem kraju na skoczni dużej i normalnej oraz wygrał memoriał Czecha i Marusarzówny. Rok później obronił tytuł mistrza na dużym obiekcie.
W sezonie 1963/1964 ponownie startował w TCS. W Bischofshofen był 11. Na olimpiadę do Innsbrucku pojechał z anginą. Zajął tam 22. na normalnej i 15. miejsce na dużej skoczni. Został też wicemistrzem i brązowym medalistą mistrzostw Polski.
Rok później skakał w Oberstdorfie podczas TCS. Był tam 23. Na MP zdobył brąz.
W sezonie 1965/66 uplasował się na 10. pozycji w Turnieju Czterech Skoczni. Startował także na mistrzostwach świata w Oslo-Holmenkollen w roku 1966. W drugiej serii po swoim skoku był czwarty, a zostało jeszcze dwóch skoczków. Wala udał się wówczas do restauracji. Tam dowiedział się, że seria została anulowana i będzie powtarzana. Polak skoczył w niej słabo. Na MP zdobył dwa srebrne medale.
Rok później w Turnieju był dopiero 55.; zajął 2. miejsce na mistrzostwach Polski. Nie znalazł się w kadrze na igrzyska w Grenoble. W 1969 postanowił zakończyć sportową karierę.

## Życie prywatne
Wala prowadził prywatny zakład. Jego żona Natalia jest gimnastyczką i medalistką olimpijską z igrzysk 1956 w Melbourne. Mieszkał w Bystrej.

## Osiągnięcia

### Igrzyska olimpijskie
| 1964 Innsbruck | – | 22. miejsce (K-70), 15. miejsce (K-90) |

#### Starty P. Wali na igrzyskach olimpijskich – szczegółowo
| Miejsce | Dzień       | Rok  | Miejscowość                | Skocznia                   | Punkt K | Konkurs  | Skok 1 | Skok 2 | Skok 3 | Nota       | Strata    | Zwycięzca        |
| ------- | ----------- | ---- | -------------------------- | -------------------------- | ------- | -------- | ------ | ------ | ------ | ---------- | --------- | ---------------- |
| 22.     | 31 stycznia | 1964 | Innsbruck/Seefeld in Tirol | Toni-Seelos-Olympiaschanze | K-70    | indywid. | 74,0 m | 75,0 m | 74,0 m | 201,0 pkt. | 28,9 pkt. | Veikko Kankkonen |
| 15.     | 9 lutego    | 1964 | Innsbruck                  | Bergisel                   | K-90    | indywid. | 86,5 m | 88,0 m | 80,0 m | 205,5 pkt. | 25,2 pkt. | Toralf Engan     |

### Mistrzostwa świata
| 1962 Zakopane | – | 35. miejsce (K-70), 8. miejsce (K-90)  |
| 1966 Oslo     | – | 28. miejsce (K-70), 38. miejsce (K-90) |

### Turniej Czterech Skoczni
| 10. Turniej Czterech Skoczni |                        |                        |               |       |
| Oberstdorf                   | Innsbruck              | Garmisch-Partenkirchen | Bischofshofen | klas. |
| 17                           | 23                     | 27                     | 34            | 16    |
| 12. Turniej Czterech Skoczni |                        |                        |               |       |
| Oberstdorf                   | Garmisch-Partenkirchen | Innsbruck              | Bischofshofen | klas. |
| 24                           | 29                     | 31                     | 11            | 20    |
| 13. Turniej Czterech Skoczni |                        |                        |               |       |
| Oberstdorf                   | Garmisch-Partenkirchen | Innsbruck              | Bischofshofen | klas. |
| 23                           | 48                     | -                      | 43            | ?     |
| 14. Turniej Czterech Skoczni |                        |                        |               |       |
| Oberstdorf                   | Garmisch-Partenkirchen | Innsbruck              | Bischofshofen | klas. |
| 9                            | 24                     | 20                     | 13            | 10    |
| 15. Turniej Czterech Skoczni |                        |                        |               |       |
| Oberstdorf                   | Garmisch-Partenkirchen | Innsbruck              | Bischofshofen | klas. |
| 29                           | 28                     | 66                     | 64            | 55    |
| 16. Turniej Czterech Skoczni |                        |                        |               |       |
| Oberstdorf                   | Garmisch-Partenkirchen | Innsbruck              | Bischofshofen | klas. |
| 69                           | -                      | -                      | -             | ?     |

### Mistrzostwa Polski
- trzykrotny mistrz Polski: 1962, 1963 (K-90), 1962 (K-70)[6]
- czterokrotny wicemistrz Polski: 1964, 1966 (K-90), 1966, 1967 (K-70)[6]
- dwukrotny brązowy medalista MP: 1964, 1965 (K-70)[6].

### Inne
- Memoriał Bronisława Czecha i Heleny Marusarzówny 1962 – 1. miejsce.